# 蒲生愛宕町
蒲生愛宕町（がもうあたごちょう）は、埼玉県越谷市の町名。現行行政地名は蒲生愛宕町のみ。丁番を持たない単独町名である。住居表示実施地区。郵便番号は343-0834。

## 地理
埼玉県の東部地域で、越谷市の南部に位置する逆三角形の形をした地区。草加市金明町と綾瀬川を挟み隣接する。東端を谷古田用水が南北に流れる。東武伊勢崎線新田駅東口からも近いため宅地化が進んでいる。

## 歴史
- 1967年（昭和42年）11月1日 - 大字蒲生の一部から蒲生愛宕町が成立[5][6]。

## 世帯数と人口
2018年（平成30年）3月1日現在の世帯数と人口は以下の通りである。
| 町丁       | 世帯数  | 人口    |
| ---------- | ------- | ------- |
| 蒲生愛宕町 | 643世帯 | 1,517人 |

## 小・中学校の学区
市立小・中学校に通う場合、学区（校区）は以下の通りとなる。
| 番地 | 小学校               | 中学校           |
| ---- | -------------------- | ---------------- |
| 全域 | 越谷市立蒲生南小学校 | 越谷市立南中学校 |

## 交通

### 道路
- 東京都道・埼玉県道49号足立越谷線（日光街道） - 西端でかすめる。
- 蒲生茶屋通り
- さんがさくら通り[8]

## 施設
- 綾瀬川水質情報ステーション
- 花梨ふれあい広場
- 蒲生愛宕町会館
- 蒲生の一里塚